# William Hoffman (écrivain)
Pour les articles homonymes, voir Hoffman.
Ne doit pas être confondu avec William Hoffman.
William Hoffman, né le 16 mai 1925 à Charleston, en Virginie-Occidentale, et mort le 12 septembre 2009 à Farmville, en Virginie, aux États-Unis, est un romancier américain.

## Biographie
Il naît à Charleston. À l’âge de dix-huit ans, il intègre le Kentucky Military Institute, puis s’engage dans l’armée américaine en septembre 1943. Il est envoyé en France et participe notamment à de la bataille de Normandie et lors de la bataille des Ardennes dans le corps médical. Il est libéré de ses obligations en février 1946.
De retour aux États-Unis, il suit les cours du Hampden-Sydney College (en), puis étudie le droit à la Washington and Lee University de Lexington. Il suit également des cours d’écriture créative et parvient à vendre en 1950 une première nouvelle. Il intègre alors le programme Iowa Writer's Workshop de l’université de l’Iowa qu’il quitte au bout d’une année.
Il devient journaliste pour le Washington Evening Star à Washington. Il exerce ensuite pour le département de la Défense des États-Unis, avant de s’installer à New York où il travaille pour la Chase National Bank.
Quand il quitte New York, il retourne en Virginie et devient professeur au Hampden-Sydney College. Il y reste jusqu’à sa retraite. Il publie un premier roman, intitulé Fraîche et joyeuse (The Trumpet Unblown), en 1955, un récit où le protagoniste principal est, comme l’auteur, attristé par l’horreur de la guerre. Inspirés par son expérience, ses premiers textes sont marqués par l’incongruité et l’abomination de la Seconde Guerre mondiale. Une grande partie de ses romans suivants ont pour cadre la Virginie et les États voisins. Il s’essaie au roman policier en 1985 avec Godfires. Il a également signé des romans d’enquêtes avec Lake Headley, notamment sur la mort de Jimmy Hoffa ou l’assassinat du journaliste américain Don Bolles (en).
Il obtient plusieurs prix littéraires pour ses travaux, notamment le prix John Dos Passos en 1992 et le prix Hammett du meilleur premier roman pour Tidewater Blood en 1998.
Il décède en 2009, à l’âge de 84 ans, à Farmville, en Virginie.

## Œuvre

### Romans
- The Trumpet Unblown (1955) Publié en français sous le titre Fraîche et joyeuse, traduction de Jean Rosenthal, Paris, Gallimard, coll. Du monde entier, 1960
- Days in the Yellow Leaf (1958)
- A Place for My Head (1960)
- The Dark Mountains (1963)
- Yancey's War (1966)
- A Walk to the River (1970)
- A Death of Dreams (1973)
- The Land That Drank the Rain (1982)
- Godfires (1985)
- Furors Die (1990)
- Tidewater Blood (1998)
- Blood and Guile (2000)
- Wild Thorn (2002)
- Lies (2005)

### Recueil de nouvelles
- Virginia Reels (1978)
- By Land, By Sea (1988)
- Follow Me Home (1994)
- Doors (1999)

### Essais
- Vegas P. I. (1990, avec Lake Headley)
- Loud and Clear (1990, avec Lake Headley)
- Contract Killer: Explosive Story of the Mafia's Most Notorious Hitman - Tony 'The Greek' Frankos (1993, avec Lake Headley) Publié en français sous le titre Vie d’un tueur à gages : l’affaire Donald Frankos, traduction de France-Marie Watkins, Paris, J’ai lu, coll. Crimes et enquêtes, 1996

## Prix et distinctions
- Prix John Dos Passos 1992.
- Prix Hillsdale 1995.
- Prix Hammett 1998 du meilleur premier roman pour Tidewater Blood.